# Сьюдад Реал Мадрид
Сьюдад Реал Мадрид (исп. Ciudad Real Madrid) — название, данное тренировочному комплексу мадридского «Реала», расположенному за пределами Мадрида в Вальдебебасе, недалеко от аэропорта Барахас. В нём также расположена Ла Фабрика (исп. La Fábrica) молодёжная академия клуба. Сьюдад Реал Мадрид заменил собой Сьюдад Депортиву, прежний тренировочный комплекс, использовавшийся до 2003 года.
Продажа Сьюдада Депортивы под эгидой президента «Реала» Флорентино Переса принесла клубу доход в около 480 миллионов евро. Новый комплекс был прозван и стал известен игрокам, тренерам и персоналу клуба как Вальдебебас, по названию городского района, где он расположен. Открытый в 2005 году тренировочный центр состоит из офисов, помещений с техническим оборудованием, аудиовизуальных и тренировочных залов, комнат отдыха, медицинских кабинетов (смотровые, процедурные, дополнительные реабилитационные, а также Центра гидротерапии, который включает в себя горячие и холодные бассейны) и учебных помещений. На территории Сьюдада Реал Мадрид расположено 12 полей: три полноразмерных синтетических дерновых поля и четыре полноразмерных естественных травяных поля для молодёжи, а также для первой команды, одно полноразмерное синтетическое дерновое поле и три полноразмерных естественных травяных поля. В состав комплекса также входит стадион Альфредо ди Стефано, где «Реал Мадрид Кастилья», резервная команда «Реала», проводит свои домашние матчи.
Здание для проживания членов главной команды «Реала» имеет площадь 8300 квадратных метров и включает 57 комнат, расположенных на первом и втором этажах. Каждая обладает своей собственной гостиной зоной и террасой. В здании также есть кинотеатр, столовая, способная вместить 54 человека, общая зона отдыха, бассейн с климат-контролем, стойка регистрации, две гостевые комнаты и несколько общих террас.
Резиденция молодёжной команды предназначена для размещения тех игроков, чьи семьи не проживают в Мадриде. В распоряжении её жителей находятся 40 двухместных номеров с одной кроватью, каждый из них обладает балконом и собственной ванной комнатой. В здании также имеются общая столовая, общие зоны отдыха и учебные классы для обучения в соответствующих возрастных группах во второй половине дня. Футболисты в возрасте от 10 до 18 лет проживают в жилом здании молодёжной команды.
В середине сезона 2015/2016 баскетбольная команда «Реал Мадрид» также получила свои собственные спортивные сооружения в Вальдебебасе. Был построен новый тренировочный павильон. Сьюдад Реал Мадрид занимает площадь 1,2 миллиона м², из которых только 270 тысяч м² задействовано в качестве комплекса (по состоянию на 2017 год).